# Pozo Mosquitera
El pozo Mosquitera o Mosquitera I es una mina de carbón clausurada, situada en los límites entre los concejos asturianos de Langreo y Siero (España). Fue cerrado cuando se declaró un incendio en 1989, tardando dos años en ser extinguido.

## Historia
El origen de esta explotación minera se remonta a mediados del siglo XIX mediante el Coto Mosquitera, de las sociedades D’Eichtal, Marqués de Guadalmina y Barón del Castillo de Chirel. De esta época se conserva una bocamina. Posteriormente, las minas del Grupo Mosquitera pertenecieron a la Unión Hullera y Metalúrgica de Asturias, la cual fue absorbida en 1906 por Duro Felguera. El actual pozo fue profundizado en 1927 por Duro Felguera. En 1946, se realizó un multitudinario acto con Francisco Franco. En el año 1972, un derrumbe en la escombrera sepulta a 26 mineros que finalmente fueron rescatados. En diciembre de 1989, se declaró un incendio en la planta séptima debido a la quema de la cinta transportadora de carbón, llegando a los 2000 °C en el interior de la mina cuando el fuego se extendió a una capa de hulla. Murieron cuatro mineros, hubo numerosos heridos y se procedió a su clausura. Así, se utilizó el cercano pozo Pumarabule, en Carbayín, para acceder al yacimiento de Mosquitera y para la extracción de su carbón, hasta 2005.

## Descripción
Actualmente, el pozo se encuentra en estado de abandono. Se sitúa en la antigua zona minera de Siero, muy próximo al límite de la parroquia langreana de Tuilla. Cerca se encuentra el Pozo El Terrerón, conocido como Mosquitera II.
Solamente se conserva una enorme torre de extracción de 52 m de altura que sustituyó al antiguo castillete en los años setenta dentro de los planes de modernización de las instalaciones de Hunosa. También se aprecia una cercana bocamina del siglo XIX, mientras que en la década de 2010 se derribaron el resto de dependencias del pozo, cargaderos que comunicaban con el ferrocarril, etc.